# Гаскойн, Сидни Чарльз Бартоломью
Сидни Чарльз Бартоломью Гаскойн (англ. Sidney Charles Bartholemew Gascoigne; 11 ноября 1915, Нейпир, Новая Зеландия — 25 марта 2010, Канберра, Австралия), более известный как Бен Гаскойн, — австралийский астроном, специалист по оптической астрономии и фотометрии, сыгравший значительную роль в проектировании и вводе в эксплуатацию самого большого телескопа-рефлектора Австралии и одного из важнейших астрономических сооружений в мире — Англо-австралийского телескопа. Получил образование в Окленде, Новая Зеландия, а затем в Бристольском университете. Во время Второй мировой войны переехал в Австралию и стал работать в Солнечной обсерватории содружества на горе Стромло, неподалёку от Канберры, где стал экспертом по разработке и созданию оптических приборов, таких как детали телескопов.
После войны Гаскойн с другим астрономом, Джеральдом Кроном, используя вновь модернизированные телескопы обсерватории, определили, что оцениваемое на тот момент расстояние между Млечным Путём и Магеллановыми облаками было занижено в 2 раза. Из-за того, что это величина использовалась при вычислении других расстояний в астрономии, результат их работы, по сути, в 2 раза увеличил оцениваемые размеры Вселенной. Они также определили, что звездообразование в Магеллановых Облаках происходило позже, чем в Млечном Пути; это изменило популярную в то время точку зрения, что все три галактики развивались параллельно. Будучи значительной фигурой в обсерватории Маунт-Стромло, Гаскойн способствовал её превращению из солнечной обсерватории в центр галактических и звёздных исследований, а также основанию дополнительной полевой обсерватории Сайдинг-Спринг возле Кунабарабрана. Когда британоское и австралийское правительства договорились о совместной постройке Англо-австралийского телескопа в Сайдинг-Спринг, Гаскойн участвовал в этом проекте на всём его протяжении, начиная с концепции и заканчивая продолжительным вводом в эксплуатацию и получением первой фотографии. За свои работы по астрономии и разработке телескопа Гаскойн получил звание Офицера Ордена Австралии.

## Биография

### Ранние годы
Родители Сидни Гаскойна встретились и поженились в городе Левин в Новой Зеландии незадолго до Первой мировой войны. Вскоре они перебрались в Нейпир, где в 1915 году и родился будущий учёный. Базовое образование Гаскойн получил в Оклендской гимназии, и ещё за год до её окончания получил стипендию на обучение в Университетском колледже Окленда (сейчас — Оклендский университет). Всё детство у него было серьёзное заикание, поэтому когда встал вопрос выбора специализации — между историей и точными науками — Гаскойн выбрал последнее, посчитав, что для наук его недостаток представляет собой не столь серьёзное препятствие. В 1937 году Бен окончил высшее образование; степени бакалавра и магистра наук он получил с отличием по математике и физике. Несмотря на свои достижения, сам Гаскойн считал себя недостаточно подготовленным в плане практики, говоря: «Я всё ещё был до мозга костей теоретиком, без опыта в практической физике. Оклендский профессор морщился всякий раз, когда я проходил мимо шкафа, где держали хорошие инструменты!».
В 1933 году, во время обучения в университете, Гаскойн встретил свою будущую жену Розали Нору Кинг Уолкер, хотя поженились они лишь десять лет спустя. Розали получила степень бакалавра искусств, а позже, когда Гаскойн был в Бристоле, обучалась в Оклендском педагогическом колледже (англ. Auckland's teacher training college).
Гаскойн всегда намеревался изучать математику в Кембридже, однако его карьеру определил случай. В 1931 году из-за землетрясения в Новой Зеландии погиб Майкл Хайатт Бейкер, молодой путешественник из Бристоля. В память о нём его родители учредили стипендию на обучение в докторантуре Бристольского университета. Гаскойн выиграл эту стипендию и приступил к занятиям в 1938 году. В процессе написания диссертации Гаскойн разработал дифракционную теорию теста Фуко, который используется для оценки формы зеркал больших телескопов. Докторскую диссертацию по физике он защитил в 1941 году, когда в Европе уже шла война; Гаскойн вернулся в Новую Зеландию на последнем доступном корабле.

### Работа во время Второй мировой войны
По возвращении на кафедру физики Оклендского университета Гаскойн приступил к разработке военной оптики: оптических прицелов и дальномеров, — хотя на этой позиции надолго он не задержался. Ричард ван дер Рит Вулли, директор Солнечной обсерватории Содружества (ныне Обсерватория Маунт-Стромло), обратил внимание на молодого учёного из-за его «уникального опыта в оптике» и «квалификации, которой не было ни у кого в Австралии». В 1941 году Вулли предложил ему должность научного сотрудника, и Гаскойн перебрался в Канберру. Штат Солнечной обсерватории занимался проектами, схожими с теми, которые выполнялись Гаскойном в Новой Зеландии. Первой задачей учёного стало проектирование зенитного прицела; кроме того, он был вовлечён в ряд других военных проектов, связанных с оптикой.
В 1944 году Мельбурнская обсерватория, бывшая домом Службы времени Содружества, была закрыта. Гаскойн восстановил службу времени на Маунт-Стромло на основе двух экземпляров часов Шорта (en:Shortt-Synchronome clock) и астрономических наблюдательных приборов, приспособленных им и его коллегами; в результате эта служба времени находилась в Маунт-Стромло вплоть до 1968 года. Знания и опыт, приобретённые учёным во время войны, оказались полезными. Он работал в единственном учреждении в Австралии, где проводились работы по оптике, начиная с проектирования и заканчивая производством, сборкой и тестированием. Гаскойн развил множество навыков и «стал весьма практичным, особенно в отношении с отвёрткой».
В 1943 год]у Розали Уолкер переехала в Канберру, и 9 января они с Гаскойном поженились. Их первый сын, Мартин, родился в ноябре 1943 года, а второй, Томас, — в 1945 году.

### Жизнь при Маунт-Стромло
После окончания войны Вулли переориентировал работу в Обсерватории Содружества с изучения Солнца на исследование звёзд и галактик. Приведение старых и неиспользовавшихся телескопов в рабочее состояние заняло некоторое время: они требовали ремонта и реставрации, а один из них был даже куплен в качестве металлолома. От премьер-министра Вулли получил финансирование на сооружение 74-дюймового телескопа, но его строительство и установка заняли много лет.
В начале 1950-х годов Гаскойн заинтересовался исследованием цефеид в Магеллановых Облаках, которые используются для определения космических расстояний, однако столкнулся с проблемой межзвёздного покраснения при измерении их яркости; кроме того, оборудование обсерватории не позволяло производить измерения с достаточной точностью. В 1951 году в Маунт-Стромло в качестве приглашённых астрономов приехали Джеральд Крон и Олин Эгген из Ликской обсерватории. Крон был пионером в области зарождающейся тогда фотоэлектрической фотометрии и убедил Гаскойна применить эти методы для исследования цефеид. Вулли предоставил исследовательской группе необычайную возможность: 9 месяцев времени наблюдения на Рейнольдском 30-дюймовом рефлекторе. Использование электронных приборов, которые Крон привёз с собой, позволило повысить точность измерения показателей цвета звёзд по сравнению с фотографическим способом. Исследование дало неожиданные результаты: оказалось, что Магеллановы Облака находятся в два раза дальше, чем предполагалось ранее; это также означало, что все прежние измерения межгалактических расстояний должны быть удвоены. Проведённая работа также показала, что звездообразование в Облаках завершилось позднее, чем в нашей Галактике; это изменило господствующую в то время точку зрения, что все три галактики развивались параллельно. Гаскойн рассказывал о своей работе:

Когда вся картина неожиданно сложилась, пока я некоторое время занимался другими делами, исследуя ещё больше цефеид в нашей Галактике и несколько — в Большом Облаке, то чувство триумфа, великое чувство того, что я что-то сделал, было восхитительным. Я присоединился к кругу профессиональных астрономов. И не только это: я действительно осознал проблему, подходящую проблему…
Оригинальный текст (англ.)When suddenly all this dropped into place, after I had been working away at it for quite a while, measuring more Cepheids in our own Galaxy and some in the Large Cloud, the feeling of triumph, the great feeling that I had really done something, was wonderful. I had joined the professional astronomers. Not only that, but I truly understood a problem, a proper problem...

Последующие исследования подтвердили эти новаторские результаты, полученные с помощью инновационных технологий.
В 1949 году в семье Гаскойнов появился третий ребёнок — дочь Хестер. Как и многие сотрудники обсерватории, Гаскойн с семьёй жил в домах для персонала при Маунт-Стромло, и дорога вниз до Канберры и обратно была долгой и трудной. Это была холодная и уединённая резиденция, в особенности для Розали, однако всем нравился открытый воздух, а вид на окружающие горы вдохновил Розали на творчество и, позднее, определил её художественную карьеру. В 1960 году они переехали в пригород Канберры — Дикин, а в конце 1960-х годов — в другой пригород, Пирс.
В 1957 году при участии Ричарда Вулли и поддержке Гаскойна административное управление Обсерваторией содружества перешло от Департамента внутренних дел Правительства Австралии к Австралийскому национальному университету. Для Маунт-Стромло это было время серьёзных перемен: в январе 1956 года с поста директора ушёл Вулли, вернувшись в Англию и заняв должность Королевского астронома и директора Гринвичской королевской обсерватории. Новым директором Маунт-Стромло стал Барт Бок, который понравился Гаскойну и под чьим руководством тот стал играть значительную роль. В том же 1957 году команда Маунт-Стромло из-за светового загрязнения от разрастающейся Канберры начала искать новое место для обсерватории. Поиски были энергично поддержаны Боком, и вскоре список из 20 потенциальных мест сократился до двух позиций: Маунт-Бингар возле Гриффита и Сайдинг-Спринг возле Кунабарабрана, оба в штате Новый Южный Уэльс. Гаскойн был в группе учёных, которая посещала Сайдинг-Спринг в ходе поисков, и он был одним из тех, кто выступил в поддержку этого места:

Последний отрезок нам пришлось взбираться пешком… [Я был] первым астрономом, ступившим на Сайдинг-Спринг. Мне сразу понравился вид местности, отчасти из-за того, что здесь были очень выгодные для астрономии особенности рельефа — например, на северном и западном склонах были отвесные скалы, которые очень удобны для отвода холодного воздуха — а также из-за красивого вида на границе национального парка. Здесь действительно чудесно находиться.
Оригинальный текст (англ.)We had to climb the last bit on foot ... [I was] the first astronomer to set foot on Siding Spring. I liked the look of the place right away, partly because it had such good features for astronomy – for example, the north and west faces had sheer cliffs that were very good for draining away the cold air – and because of its beautiful outlook, on the edge of the national park. It really is a wonderful place to be.